# XLドイツ航空888T便墜落事故
XLドイツ航空888T便墜落事故（XLドイツこうくう888Tびんついらくじこ）は、2008年11月27日15時46分 (UTC) ごろ、チェック飛行中だったXL航空 (ドイツ)（以下XLドイツ航空）のエアバスA320-232型機（機体記号：D-AXLA）が南フランスのカネ海岸沖の地中海に墜落した航空事故である。
操縦クルー2人を含む搭乗していた7人の関係者全員が死亡した。

## 概要

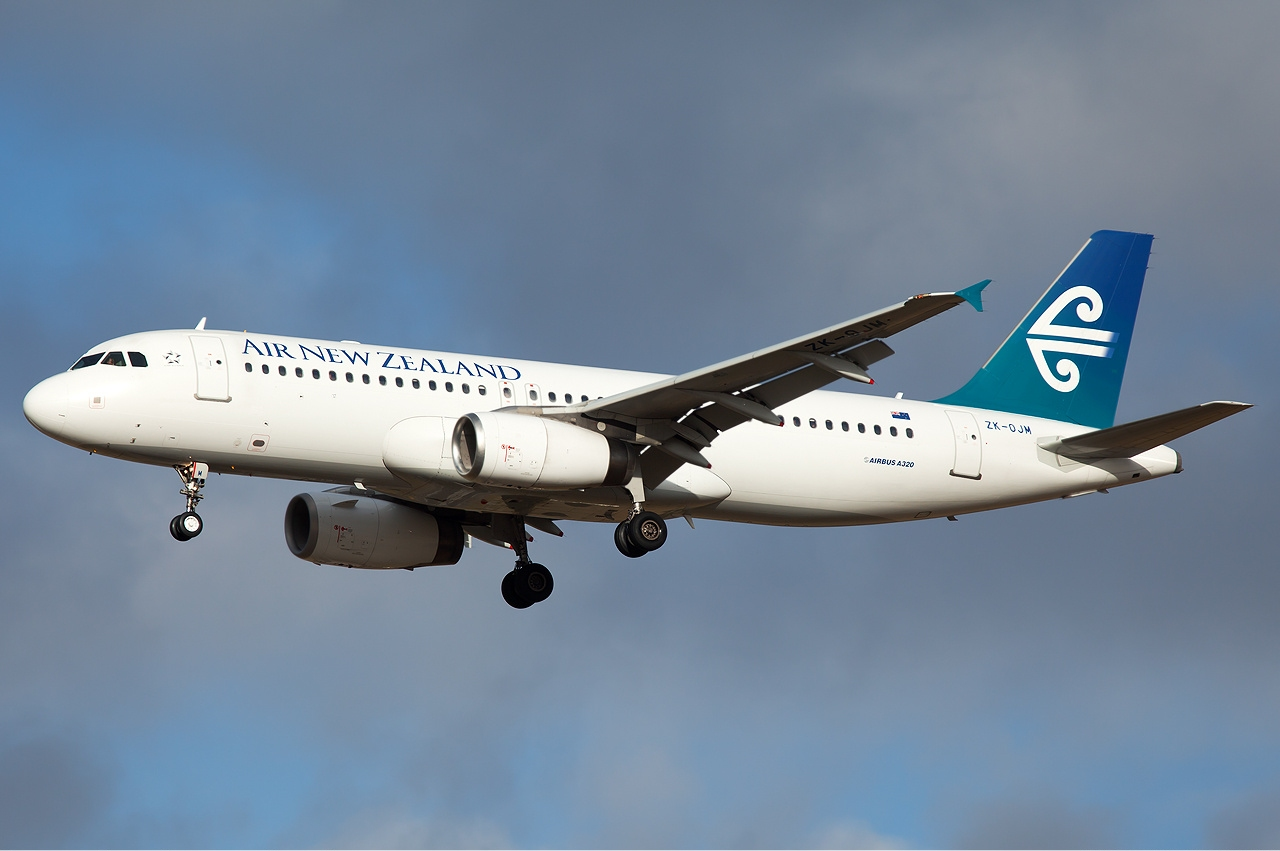
事故機はニュージーランド航空の塗装に戻されていた

当該機は2005年にニュージーランド航空が新規に購入し、その関連会社を通してXLドイツ航空にドライリースされていたものだった。2008年11月末にリース期間満了により返却される予定で、既に返却のための各種整備や再塗装作業を終了していた。
この日は整備や塗装を実施したペルピニャン・リヴザルト空港発着で、XLドイツ航空クルーによるチェック飛行を行ったのちにフランクフルトに回送し、翌日にはニュージーランド航空のパイロットが操縦して帰国する予定だった。同機はXLドイツ航空に所属する2人のドイツ人パイロットが機長と副操縦士を務め、これにニュージーランド航空のパイロットが立会者として搭乗し、コックピット内の第三シートに着席した。
この他に、ニュージーランド航空の整備士3人（返却整備の監督・監視が目的）、ニュージーランド民間航空局の技官（帰国時の耐空証明発行が目的）1人の計4人が搭乗していたが、彼らはこのチェックの立会が目的ではなく、フランクフルトに移動するために便乗し、キャビンに座っていた。事故報告書ではドイツ人2人（XLドイツ航空の機長と副操縦士）が操縦クルー扱いで、立会者であったニュージーランド航空のパイロットを含めた他の搭乗者5人は「乗客」扱いとなっている。
14時44分にペルピニャン・リヴサルト空港を離陸した888T便は、当初西フランスおよび大西洋（ビスケー湾）上空に出て各種チェックを行い、およそ2時間30分後に再びペルピニャンに戻る予定であった。しかし、提出したフライトプランに関して、XLドイツ航空とフランス管制側の双方で、正式な試験飛行なのか、単なるチェック目的の飛行なのかという点で解釈の相違があった。パイロットが360度旋回の許可を求めたが、最終的には一般機の運航に支障をきたすという理由で、管制が許可を出さなかった。しかし、パイロットはフライト・プラン通りに飛行を継続したいと伝え、管制官は高度39,000フィート (12,000 m)への上昇を許可した。飛行中、パイロットは「戻るまでにできることは終えておきたい」との考えから、可能なチェック項目を選んで実施していた。その後、「低速試験」と呼ぶチェックを行い、最終的にはゴーアラウンドしてペルピニャンには着陸せずにそのままフランクフルトに向うことになった。
15時42分25秒、管制官はパイロットに速度を尋ね、副操縦士が180ノット (330 km/h)と回答した。管制官は、速度を維持し2,000フィート (610 m)を飛行するよう伝えた。
15時43分41秒、高度4,080フィート (1,240 m)でエンジンをアイドルにし、ピッチコントロールだけ (OP DES) で 3,000フィート (910 m)まで降下した。この間に脚を下げ、フラップ位置を FULL にセットし、ランディングコンフィグレーションとなった。
15時44分30秒、機長は高度3,000フィート (910 m)で安定させて自動でピッチ調節を行って高度を維持するモードにセットした。速度は136ノット (252 km/h)だった。エンジンはアイドル状態になっているため速度が低下するので、高度を維持するために機首上げが強まっていった。この機動により、ピッチを制御する水平安定板の自動トリム（電動式）は機首上げ一杯の11.2 度まで下がっていた。
15時44分58秒、高度は2,940フィート (900 m)で速度は107ノット (198 km/h)（Vmin）になった。
通常であれば、速度が110ノット (200 km/h)強まで下がった段階で「アルファ・プロット (alpha prot)」と呼ばれる失速防止機能が起動し、自動機首上げトリミングは停止し、またエアブレーキ（スピードブレーキ）が引っ込むなどの対応が自動で行われ、操縦スティックに力を加えなければその時の速度が維持されるはずであった。また、ここでパイロットがスティックに力を加えると速度維持機能はキャンセルされて速度が下がるが、およそ107ノット (198 km/h)で「アルファ・フロア (alpha floor)」と名付けられた第二の失速防止機能が起動し、自動スロットルがオンになりエンジン出力が離陸推力まで上昇するはずだった。当該フライトで行おうとしていたチェックは、この「アルファ・フロア」機能が正しく働くことを確認するものだった。ちなみに、更にこの状態で自動スロットルを切り、スティックを手前一杯の位置で維持すると、速度が Vmin まで下がった段階で自動スロットルが入り、この速度が維持される機能も備えられていた。
ところが上述の失速防止機能はどれも働かず、速度だけが下がっていき、15時45分5秒に高度は2,910フィート (890 m)フィート、速度は Vmin を下回る99ノット (183 km/h)、ピッチは18.6度機首上げの状態で突然失速警報音が鳴りだした。
機長は失速警報時の対応手順に則り、直ちにスロットルを押して離陸推力にセットし、同時に操縦スティックを前に倒して機首下げ操作を行った。この時点でピッチ角は14度で、速度は92.5ノット (171.3 km/h)まで低下しており、左右に揺れ始めた。15時45分15秒、機体は右に50度傾いた状態になった。4秒後、失速警報は停止したものの、機体は左に40度傾斜していた。直後にはピッチ角7度とほぼ水平に戻り、138ノット (256 km/h)まで速度が回復した。しかし、それまでの操縦の結果、水平安定板のトリムが機首上げ一杯の位置にあり、かつパイロットがスロットルをほぼ全開状態に維持したため、速度の増加と共に機首が上がりはじめ、スティックをいくら前に押してもこれを止める事ができなかった。機首上げ過大状態により再び速度が低下し、15時45分44秒には高度3,788フィート (1,155 m)でピッチ角57度、対気速度40ノット (74 km/h)以下という状況に達し、11秒後に右に97度傾斜し42度機首下げの状態で降下し始めた。パイロットは、着陸装置の引き込み、フラップやスラットの展開格納、その他様々な操作を試みたが、ついに失速状態から回復できなかった。15時46分06秒、14度の機首下げ、右に15度傾いた状態で海面に激突した。衝突時の速度は263ノット (487 km/h)以上で、はじめに失速警報音が鳴ってから墜落するまで62秒のことだった。

## 原因
調査はフランス事故調査委員会 (BEA) を中心に、ドイツの連邦航空機事故調査局 (BFU)、ニュージーランド交通事故調査委員会 (TAIC)、アメリカ国家運輸安全委員会 (NTSB) 及び機体メーカーのエアバスや運航者であるXLドイツ航空の技術者で構成されるグループが行った。

### 迎角センサー
当該機種には3つの迎角センサーが備えられているが、そのうち第1（胴体左側）および第2（胴体右側）の2つが正しく動作していなかった。フライト数日前の再塗装作業で、高圧水による洗浄を行った際に、迎角センサーに所定のカバーを取り付けておらず、また、規定の水圧水量も守られていなかった。このことによりこれら2つのセンサーの回転部分に水が浸入した。高度およそ32,000フィート (9,800 m)をほぼ水平飛行中に、低い外気温のためにこの水が凍結してセンサーが自由回転できなくなり、凍結時の読み取り値をずっと出力し続けていた。さらに、これら2つのセンサの出力が、たまたまほぼ同じ値であったため、センサー出力を処理するコンピュータも多数決の理論により、実際には正常値を出力していた3つ目のセンサの情報を棄却した。失速警報に関しては、3つのセンサのうち一つでも計算された閾値を超えれば発報されるロジックが採られていたため、設計通りに動作した。

### 失速回避機能
失速防止機構は、主として対気速度と迎角、および自重などの情報を基に計算を行って失速を予測し回避するものだが、迎角情報が誤っていたので計算結果も不正確なものとなり、各種の修正が起動する失速速度が低く計算されたため、実際の Vmin（normal lawnormal law で操縦が継続できる最低速度）を下回っても全ての失速防止機能による修正が起動しなかった。
パイロットらには速度が下がれば自動的に失速回避装置が動作するはずだとの予断があり、速度が低下して Vmin を過ぎても試験中止といった措置を取らず、そのまま何かが起こるのを待ち続けた。この Vmin は計器パネルの速度計上に速度と一緒に表示されるが、当該機では上述の迎角センサ不具合のために異常な低値を表示していたため、あたかも正常な速度範囲内で飛行しているように見えてはいた。しかし、（印刷された）チェックプログラムには機体重量に対する関係各速度類の表があり、そこには Vmin が107ノットであることは書かれていた。ただし、このチェックプログラムを持っていたニュージーランド航空の機長は、この試験の実施前に当該表に基づいた Vmin の数値を、操縦しているパイロットらには伝えていなかった。
また、離陸時の総重量からそれまでの飛行に費やした燃料重量を差し引いた機体重量と、その時の速度から計算される必要迎角はこれとは別に計算されており、この計算結果と迎角センサの測定値出力の間の差異が過大であることが検出され、計器パネルにはその旨の警報表示はされていた。これにより計測あるいは計算された機体重量、迎角、速度のどれかにエラーがある可能性を予見することは可能であったと考えられているが、コックピットボイスレコーダー (CVR) にはこれについて触れたやり取りは記録されていない。

### ピッチトリム
失速状態等の異常姿勢を検知すると、通常の操縦ロジック（ノーマル・ロー、normal law）が自動的に異常時のそれ（アブノーマル・オルタネート・ロー、abnormal alternate law もしくはダイレクト・ロー、direct law）に切り替わる。この切り替えにより自動トリム機能は解除され水平安定板はトリムホイールを手動で回さないと動かなくなる。この事はダイレクト・ロー時に限っては計器パネル上に“USE MAN PITCH TRIM”（「ピッチトリムは手動操作せよ」の意）と表示されるが、その表示が現れるタイミングは既に失速状態となった後であり、失速回復操作を行っているパイロットにはその表示に目を留める余裕はなかったと考えられ、実際にトリムホイールを手動操作した形跡はない。当該機種では、高機能な自動トリム機構が採用されているので、パイロットは通常運航でトリムホイールを手動操作することがほとんどないため、このモード切替時においてオートトリムが解除されるということに関して失念していた可能性も高い。

### 失速回避操作
失速警報音が鳴った際の対応（推力を上げ、操縦スティックを前に倒す）は日ごろの訓練に則ったものであり誤ったものではなかったが、その後機首上げが過大となり速度が低下した状態で、スティック操作だけでは機首が下がらない事態となった場合には、トリムの手動操作やエンジン推力を下げる等の操作が必要であった。しかしこれらのいずれの操作も行われなかった。

### 事故報告書
2010年9月に発表された報告書では、この事故の原因を以下のように結論した。
- 正しい出力ができない状態であった迎角センサのために失速の前兆を検知できない状態の機体で、かつ周到な準備なしに思い付きで過大迎角保護機能のチェックを行ったことにより操縦不能に陥った。
- 操縦クルーらは、迎角センサの異常を知らなかった。しかしチェックプログラムに記載されていた目安となる速度を考慮していれば、失速という事態に至る前に異常に気付き、このチェックを中断することができた。

発端は迎角センサの異常であったが、パイロットが適切な知見や経験を持っていれば失速には至らなかったであろうし、失速後も回復する事は不可能ではなかったとの見方を示した。

## この事故を扱った番組
- メーデー!:航空機事故の真実と真相 第11シーズン第8話「DEADLY TEST」 - 888T便の数ヶ月後にエールフランス447便墜落事故が発生したため、888T便の事故調査を担当していたスタッフの何人かが447便の事故調査に引き抜かれたことが、出演した調査官により語られている。